# Arrondissement Zinnik
Het arrondissement Zinnik is een van de zeven arrondissementen van de provincie Henegouwen. Het arrondissement heeft een oppervlakte van 354,92 km² en telde 109.017 inwoners op 1 januari 2025.
Het arrondissement is enkel een bestuurlijk arrondissement. Gerechtelijk behoort dit tot het gerechtelijk arrondissement Henegouwen.

## Geschiedenis
Het arrondissement Zinnik ontstond in 1818 door het samenvoegen van de kantons Edingen, Rœulx en Zinnik uit het arrondissement Bergen met het kanton Lessen uit het arrondissement Doornik.
In 1952 werd de gemeente Œudeghien afgestaan aan het arrondissement Aat.
Bij de definitieve vaststelling van de taalgrens in 1963 werd de gemeenten Sint-Pieters-Kapelle en Bever afgestaan aan het arrondissement Brussel. Met datzelfde arrondissement gebeurden er nog gebiedsuitwisselingen terwijl er ook gebiedsdelen van Twee-Akren werden afgestaan aan het arrondissement Aalst.
In 1965 werd de gemeente Saint-Denis afgestaan aan het arrondissement Bergen.
In 1977 werden de toen opgeheven gemeenten Bray, Péronnes-lez-Binche, Vellereille-le-Sec en Estinnes-au-Val afgestaan aan het arrondissement Thuin. Van datzelfde arrondissement werd Haine-Saint-Pierre aangehecht. Aan het arrondissement Bergen werd de toen opgeheven gemeente Villers-Saint-Ghislain afgestaan terwijl Chaussée-Notre-Dame-Louvignies en Neufvilles van datzelfde arrondissement werden aangehecht. Ten slotte werden de gemeenten Fouleng, Gondregnies en Hellebecq van het arrondissement Aat aangehecht.
In 2019 werden de steden Enghien, Lessines en Silly afgestaan aan het arrondissement Aat. De gemeenten Manage en Seneffe van het arrondissement Charleroi werden aangehecht. Ten slotte werd de stad La Louvière afgestaan aan het nieuw gevormde arrondissement La Louvière.

## Gemeenten en deelgemeenten
Gemeenten:
- 's-Gravenbrakel (Braine-le-Comte) (stad)
- Écaussinnes
- Le Rœulx (stad)
- Manage
- Seneffe
- Zinnik (Soignies) (stad)

Deelgemeenten:
| - Arquennes - Bellecourt - Bois-d'Haine - 's-Gravenbrakel (Braine-le-Comte) - Casteau - Chaussée-Notre-Dame-Louvignies - Écaussinnes-d'Enghien - Écaussinnes-Lalaing - Familleureux - Fayt-lez-Manage - Feluy |

| - Gottignies - Hennuyères - Henripont - Horrues - La Hestre - Le Rœulx - Manage - Marche-lez-Écaussinnes - Mignault - Naast |

| - Neufvilles - Petit-Rœulx-lez-Braine - Petit-Rœulx-lez-Nivelles - Ronquières - Seneffe - Steenkerke (Steenkerque) - Thieu - Thieusies - Ville-sur-Haine - Zinnik (Soignies) |

## Demografische evolutie
- Bron: NIS - Opm: 1830 t/m 1970=volkstellingen; vanaf 1980= inwoneraantal per 1 januari
- 2020:De sterke terugval van het aantal inwoners in 2020 t.o.v. 2010 is te wijten aan de overheveling op 1 januari 2019 van de gemeenten Edingen (Enghien), Lessen (Lessines), Opzullik (Silly) naar het arrondissement Ath en de gemeente La Louvière naar het gelijknamige nieuw opgerichte arrondissement. De gemeenten Manage en Seneffe werden op hetzelfde ogenblik overgeheveld van het arrondissement Charleroi naar het arrondissement Zinnik maar deze tellen beduidend minder inwoners dan de afgestane gemeenten.

| Inwoners van jaar tot jaar op 1 januari 1992 tot heden | Inwoners van jaar tot jaar op 1 januari 1992 tot heden | Inwoners van jaar tot jaar op 1 januari 1992 tot heden | Inwoners van jaar tot jaar op 1 januari 1992 tot heden |
| Jaar                                                   | Aantal                                                 | Evolutie: 1992=index 100                               | Evolutie: 2019=index 100                               |
| ------------------------------------------------------ | ------------------------------------------------------ | ------------------------------------------------------ | ------------------------------------------------------ |
| 1992                                                   | 168.954                                                | 100,0                                                  |                                                        |
| 1993                                                   | 169.960                                                | 100,6                                                  |                                                        |
| 1994                                                   | 170.414                                                | 100,9                                                  |                                                        |
| 1995                                                   | 170.868                                                | 101,1                                                  |                                                        |
| 1996                                                   | 171.120                                                | 101,3                                                  |                                                        |
| 1997                                                   | 171.627                                                | 101,6                                                  |                                                        |
| 1998                                                   | 172.152                                                | 101,9                                                  |                                                        |
| 1999                                                   | 172.864                                                | 102,3                                                  |                                                        |
| 2000                                                   | 173.297                                                | 102,6                                                  |                                                        |
| 2001                                                   | 174.142                                                | 103,1                                                  |                                                        |
| 2002                                                   | 174.801                                                | 103,5                                                  |                                                        |
| 2003                                                   | 175.357                                                | 103,8                                                  |                                                        |
| 2004                                                   | 176.409                                                | 104,4                                                  |                                                        |
| 2005                                                   | 177.398                                                | 105,0                                                  |                                                        |
| 2006                                                   | 178.659                                                | 105,7                                                  |                                                        |
| 2007                                                   | 180.154                                                | 106,6                                                  |                                                        |
| 2008                                                   | 181.192                                                | 107,2                                                  |                                                        |
| 2009                                                   | 182.155                                                | 107,8                                                  |                                                        |
| 2010                                                   | 183.169                                                | 108,4                                                  |                                                        |
| 2011                                                   | 184.121                                                | 109,0                                                  |                                                        |
| 2012                                                   | 185.161                                                | 109,6                                                  |                                                        |
| 2013                                                   | 186.524                                                | 110,4                                                  |                                                        |
| 2014                                                   | 187.563                                                | 111,0                                                  |                                                        |
| 2015                                                   | 188.389                                                | 111,5                                                  |                                                        |
| 2016                                                   | 188.959                                                | 111,8                                                  |                                                        |
| 2017                                                   | 189.800                                                | 112,3                                                  |                                                        |
| 2018                                                   | 190.334                                                | 112,7                                                  |                                                        |
| 2019                                                   | 104.533                                                | 61,9                                                   | 100,0                                                  |
| 2020                                                   | 105.179                                                | 62,3                                                   | 100,6                                                  |
| 2021                                                   | 105.662                                                | 62,5                                                   | 101,1                                                  |
| 2022                                                   | 106.641                                                | 63,1                                                   | 102,0                                                  |
| 2023                                                   | 107.618                                                | 63,7                                                   | 103,0                                                  |
| 2024                                                   | 108.487                                                | 64,2                                                   | 103,8                                                  |
| 2025                                                   | 109.017                                                | 64,5                                                   | 104,3                                                  |

Aalst · Aarlen · Aat · Antwerpen · Bastenaken · Bergen · Borgworm · Brugge · Brussel-Hoofdstad · Charleroi · Dendermonde · Diksmuide · Dinant · Doornik-Moeskroen · Eeklo · Gent · Halle-Vilvoorde · Hasselt · Hoei · Ieper · Kortrijk · La Louvière · Leuven · Luik · Maaseik · Marche-en-Famenne · Mechelen · Namen · Neufchâteau · Nijvel · Oostende · Oudenaarde · Philippeville · Roeselare · Sint-Niklaas · Thuin · Tielt · Tongeren · Turnhout · Verviers · Veurne · Virton · Zinnik